# Папивин, Николай Филиппович
Никола́й Фили́ппович Папи́вин (1 (14) декабря 1903 — 19 апреля 1963) — советский военачальник, в Великой Отечественной войне командующий 3-й воздушной армией 1-го Прибалтийского фронта, Герой Советского Союза (19.04.1945), генерал-полковник авиации (1944).

## Биография
Родился 1 (14) декабря 1903 год в городе Клин Московской губернии, ныне Московской области. Русский. Детство и юность провёл в деревне Голяди (ныне — деревня Папивино Клинского района Московской области). В 1916 году окончил сельскую школу. В 1916—1918 годах работал на фабрике «Высоковская мануфактура» (город Высоковск), в 1918—1920 годах — ремонтным рабочим на железнодорожной станции Клин.
В Красной Армии с декабря 1920 года, был призван по партийной мобилизации. Служил политруком 1-го Московского территориального батальона до июня 1921 года, когда его направили на учёбу. В 1924 году окончил 1-ю Советскую Объединённую военную школу РККА имени ВЦИК в Москве. По её окончании с сентября 1924 года служил в 69-м стрелковом полку 23-й стрелковой дивизии в Украинском военном округе (полк дислоцировался в Харькове): командир взвода, с января 1927 — помощник командира пулемётной роты.
В апреле 1927 года был переведён в ВВС РККА. В 1927 году окончил Военно-теоретическую школу ВВС РККА в Ленинграде, в 1929 году — 2-ю военную школу лётчиков имени Осоавиахима в Борисоглебске. С июля 1929 года служил в 4-м отдельном корпусном авиаотряде ВВС Белорусского военного округа (Витебск): младший лётчик, временно исполняющий должность помощника командира отряда по политической части, командир звена, военком отряда, с июня 1932 — командир-военком отряда. В 1933 году окончил Курсы усовершенствования начальствующего состава при Военно-воздушной академии имени Н. Е. Жуковского, по окончании которых продолжил командовать отрядом в Витебске. 
С октября 1935 года — командир-военком 5-й легкобомбардировочной авиационной эскадрильи в Белорусском военном округе, с мая 1938 — помощник командира 70-й легкобомбардировочной авиационной бригады. С августа 1939 года — командир 65-й легкобомбардировочной авиационной бригады ВВС Белорусского Особого военного округа. С августа 1940 года — командир 1-й резервной авиационной бригады (Орловский военный округ). После начала войны бригада была переведена в Приволжский военный округ.
Участник Великой Отечественной войны с июня 1942 года. В июне 1942 года назначен командиром 264-й штурмовой авиационной дивизии 3-й воздушной армии Калининского фронта. С 16 сентября 1942 года — заместитель командующего, а с 26 мая 1943 года — командующий 3-й воздушной армией. Воевал на Калининском, с октября 1943 — на 1-м Прибалтийском, с февраля 1945 — на 3-м Белорусском, с 5 мая 1945 — на Ленинградском фронтах. В годы войны принимал участие в Первой Ржевско-Сычёвской, Второй Ржевско-Сычёвской, Великолукской, Смоленской, Невельской, Городокской, Витебской, Белорусской, Прибалтийской, Восточно-Прусской наступательных операциях, в штурме Кёнигсберга и в блокаде Курляндской группировки противника.
За умелое руководство войсками армии при штурме Кёнигсберга и проявленное личное мужество и героизм генерал-полковнику авиации Папивину Николаю Филипповичу указом Президиума Верховного Совета СССР от 19 апреля 1945 года присвоено звание Героя Советского Союза с вручением ордена Ленина и медали «Золотая Звезда» (№ 6195).

Могила Папивина на Новодевичьем кладбище Москвы

После войны продолжал командовать 3-й воздушной армией. С 9 апреля по 25 мая 1946 года командовал 1-й воздушной армией дальней авиации. С 25 мая 1946 года — командовал 10-й воздушной армией Дальневосточного военного округа. С 12 января 1949 года — заместитель Главнокомандующего ВВС по строительству и оборудованию аэродромов и воздушных трасс. С 22 октября 1949 года — помощник командующего 30-й воздушной армией по строевой части (Прибалтийский военный округ), а с 16 мая 1953 года — заместитель командующего этой армией. В 1952 окончил Высшие академические курсы при Высшей военной академии имени К. Е. Ворошилова.
С 8 марта 1954 года — командующий ВВС Таврического военного округа. С 16 февраля 1955 года командовал 34-й воздушной армией (Закавказский военный округ). С апреля 1961 — в отставке.
Погиб в автомобильной катастрофе 19 апреля 1963 года в городе Тбилиси (Грузинская ССР). Похоронен в Москве на Новодевичьем кладбище (участок 8).

## Воинские звания
- Генерал-майор авиации (29 октября 1941 года).
- Генерал-лейтенант авиации (28 сентября 1943 года).
- Генерал-полковник авиации (19 августа 1944 года).

## Награды
- Медаль «Золотая Звезда» Героя Советского Союза (19.04.1945);
- два ордена Ленина  (19.04.1945, 06.05.1946);
- три ордена Красного Знамени (23.11.1942, 03.11.1944, 15.11.1950);
- орден Суворова 1-й степени (19.08.1944);
- орден Кутузова 1-й степени (22.09.1943);
- медали.
- В 1992 году награды Папивина были украдены из МАУ "Музейно-туристический центр городского округа Клин". Награды Папивина в Госкаталог.

## Память
Именем Папивина Николая Филипповича названы:
- деревня, в которой он вырос,
- улица в городе Клин,
- траулер Калининградского морского рыбного порта.